# Хойбун

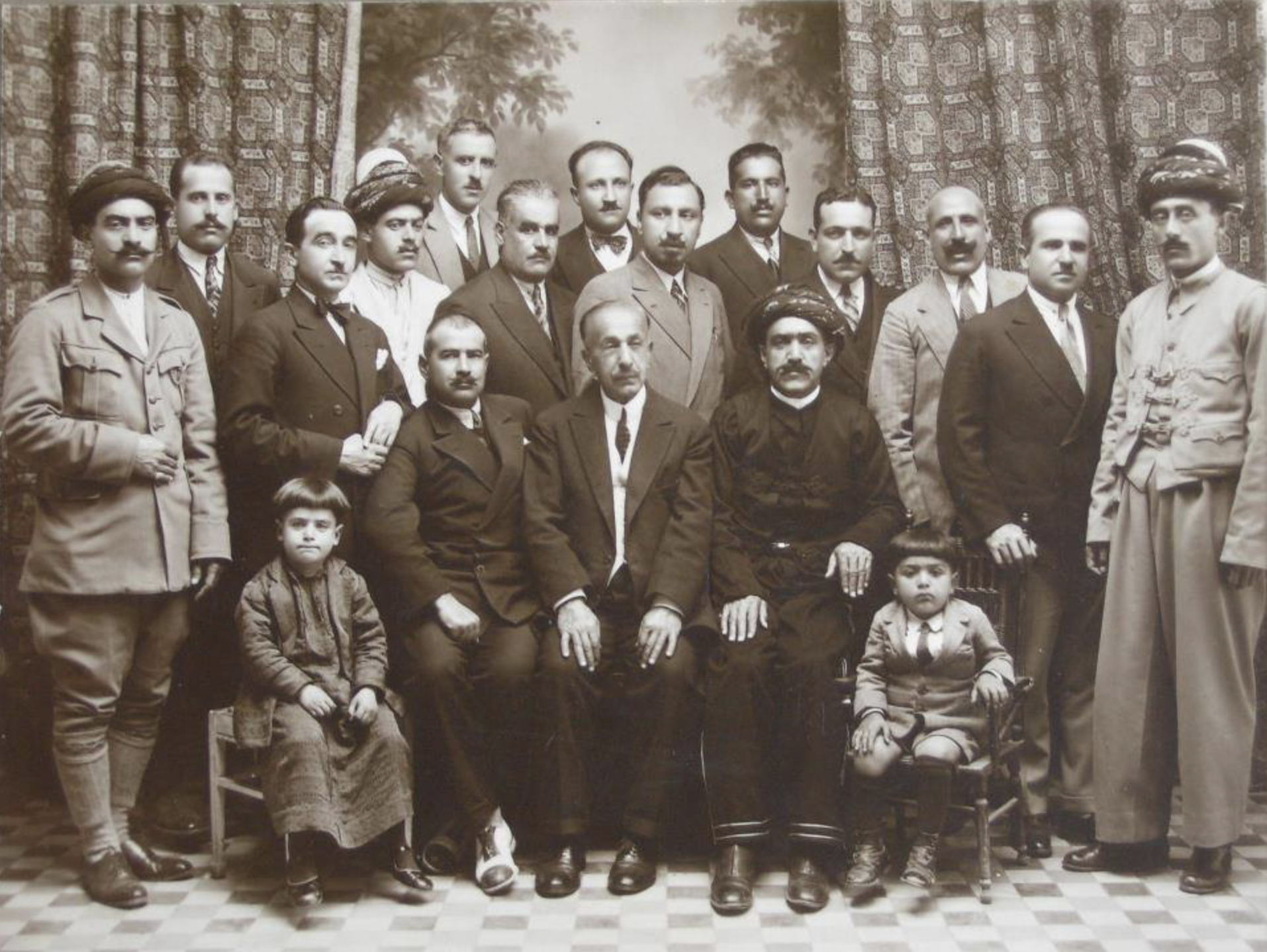
Конгрес Хойбун в Французькому Лівані в 1927 році

Хойбун (курд. خۆیبوون, трансліт. Xoybûn або Khoyboun) — колишня існуюча політична партія створена Курдськими націоналістами, яка відома тим, що розпочала повстання на территорії гори Арарат під командуванням Іхсана Нурі де була створенна Араратська республіка. До руху також приєдналося багато вірмен. Партія діяла в усіх частинах Курдистану поки не була розпущена в 1946 році.

## Заснування
5 жовтня 1927 року в місті Бхамдуні, Французький Ліван, під час конгресу кількох курдських знатних осіб, Xoybûn було засновано членами Товариства піднесення Курдистану, Azadî (англ. Freedom, досл. «Свобода») (Kürdistan Teali Cemiyeti), Kürt Teşkilat-ı İçtimaiye Cemiyeti та Kürt Millet Fırkası. Визначними членами конгресу були Камуран Бедір Хан, Келадет Бедір Хан, Мемдух Селім, Мехді Саїд (брат шейха Саїда) і Хако Ага серед інших. Того ж місяця Хойбун уклав угоду з Вірменською революційною федерацією (АРФ/Дашнакцутюн).  Договір був узгоджений у Бейруті 29 жовтня Вааном Папазіаном від АРФ і Селадетом Бедір Ханом, Мехметом Шюкрю Секбаном, Алі Різою (сином Шейха Саїда та іншими на стороні Хойбуна). Xoybûn мав дві окремі частини, збройну частину та політичну. Озброєне крило очолював Іхсан Нурі,османський солдат. Політичне крило базувалося в Дамаску, представлене в кількох західних країнах і переважно членами родини Бедірхана. Хойбун представляв себе як прогресивну, але прагматичну організацію, яка мала за мету незалежність і хотіла вивчити попередні рішення, які призвели до провалу повстання Шейха Саїда.
Челадет Алі Бедірхан, який був обраний його президентом , а також Сулеймнієлі Керім Рустем-бей, Мемдух Селім, Мехмет Шюкрю Секбан, Хако Ага, Раманлі Емін, Алі Різа, Бозан-бей Шахін і Мустафа-бей Шахін були обрані членами першого центрального комітету Хойбуна. Хойбун можна розглядати як противагу SAK на чолі з Сейїт Абдул Кадір, який виступав за автономію для курдів замість незалежності. Туреччина рішуче виступала проти діяльності за незалежність курдів, що призвело до припинення діяльності Xoybuns в Алеппо в 1928 році.

## Араратське повстання
Під керівництвом Челадета Алі Бедірхана, Камурана Алі Бедірксана, Екрема Джемілпаші, Мемдуха Селіма та інших, Хойбун вирішив підвищити Іхсана Нурі, колишнього офіцера османської та турецької армій, до генерала (паші) і відправив його до Ерзурума з 20 товаришами. Вони видавали газету під назвою Agirî (тур. Ağrı Dağı, досл. «Арарат»). Республіка Арарат проголосила свою незалежність 8 жовтня 1927 року.
Центральний комітет Хойбуна призначели Ібрагіма Хескі, який був одним із вождів племені Джалалі, губернатором провінції Агірі, а Іхсана Нурі-пашу — на посаду генерального командувача курдськими збройними силами. Хойбун також звернувся до Великих держав і Ліги Націй, але під тиском Туреччини і Британської імперії та Франція обмежили діяльність тих, хто причетний до Хойбуна.  Туреччина кілька разів звинувачувала курдських і вірменських повстанців у вторгненні до Туреччини з метою вбити Мустафу Кемаля. Повстання в Арараті згодом було придушене турецькими військами в 1931 році.